# La Anunciación (El Greco, Illescas)
La Anunciación  es una obra del Greco, realizada entre 1603 y 1605 durante su último período toledano. Se conserva en la santuario de Nuestra Señora de la Caridad.
El Greco, por mediación de su hijo, en 1603 consiguió un contrato para realizar cuatro cuadros para la iglesia del antiguo hospital de la Caridad de Illescas (Toledo). Los cuadros corresponden al periodo tardío del pintor.

## Análisis
Esta obra es una simplificación de la que realizó años antes para el retablo de doña María de Aragón. Sobre un fondo neutro coloca a las dos figuras principales de la escena, el arcángel san Gabriel, en el lado izquierdo. adaptándose a la curvatura del lienzo y la Virgen María, a la derecha, sorprendida mientras oraba. Como eje de la composición se encuentra el atril y la paloma del Espíritu Santo que baja con toda su gloria y se convierte en foco iluminador de la escena. Encontramos en esta peculiar composición una diagonal marcada por los ojos de los protagonistas y la paloma simbólica.